# Dampiera eriocephala
Dampiera eriocephala är en tvåhjärtbladig växtart som beskrevs av De Vriese. Dampiera eriocephala ingår i släktet Dampiera, och familjen Goodeniaceae. Inga underarter finns listade i Catalogue of Life.